# Sitio de Salona
El sitio de Salona fue un enfrentamiento militar librado en la segunda guerra civil de la República romana en el 48 a. C.

## Historia
Cneo Pompeyo Magno controlaba los mares pero no pudo impedir que Cayo Julio César cruzara el mar Adriático en la noche del 4 y 5 de enero del 48 a. C. con siete legiones, aunque si continuó bloqueando a Marco Antonio en Brindisi. El comandante en jefe de las flotas pompeyanas, Marco Calpurnio Bíbulo, quien estaba en Córcira (actual Corfú) con 110 navíos (Quinto Lucrecio Vespilón y Minucio Rufo estaban con otros 18 en Orico vigilando el mar Jónico), y atacó a la flota cesariana cuando ésta volvía a Brindisi por el resto del ejército; César había encargado la misión al legado Quinto Fufio Caleno pero se demoró demasiado y ya era de día. Bíbulo atacó y capturó 30 barcos, a los que hizo incendiar con sus tripulantes. Para evitar que Antonio cruzara, distribuyó sus escuadras entre Salona y Orico.
Pompeyo envió al almirante Marco Octavio a la costa de Dalmacia, donde la ciudad de Isa (actual Vis) se pasó a su bando, pero la vecina Salona (actual Solin, cerca de Split) siguió fiel a César. Octavio rodeó la ciudad con cinco castra (campamentos) y bloqueó el acceso de granos. Los defensores sabían que su posición era fuerte porque la urbe se ubicaba sobre una colina, pero igual construyeron torres de madera para reforzar sus defensas y enviaron mensajeros a César por ayuda. Incluso las mujeres se cortaron sus cabellos para hacer cuerdas para las máquinas de asedio y liberaron a todos los esclavos dispuestos a ayudar en la defensa.
Finalmente, los defensores decidieron jugársela el todo por el todo. Pusieron a sus mujeres e hijos en las murallas para hacer creer al enemigo que la guarnición estaba allí, pero en realidad los defensores se movieron y lanzaron un ataque sorpresa contra el campamento más cercano a la urbe. Poco después tomaron, uno por uno, a los demás, y Octavio debió volver por mar a Dirraquio.